# Sperlingsberg (Wurzen)

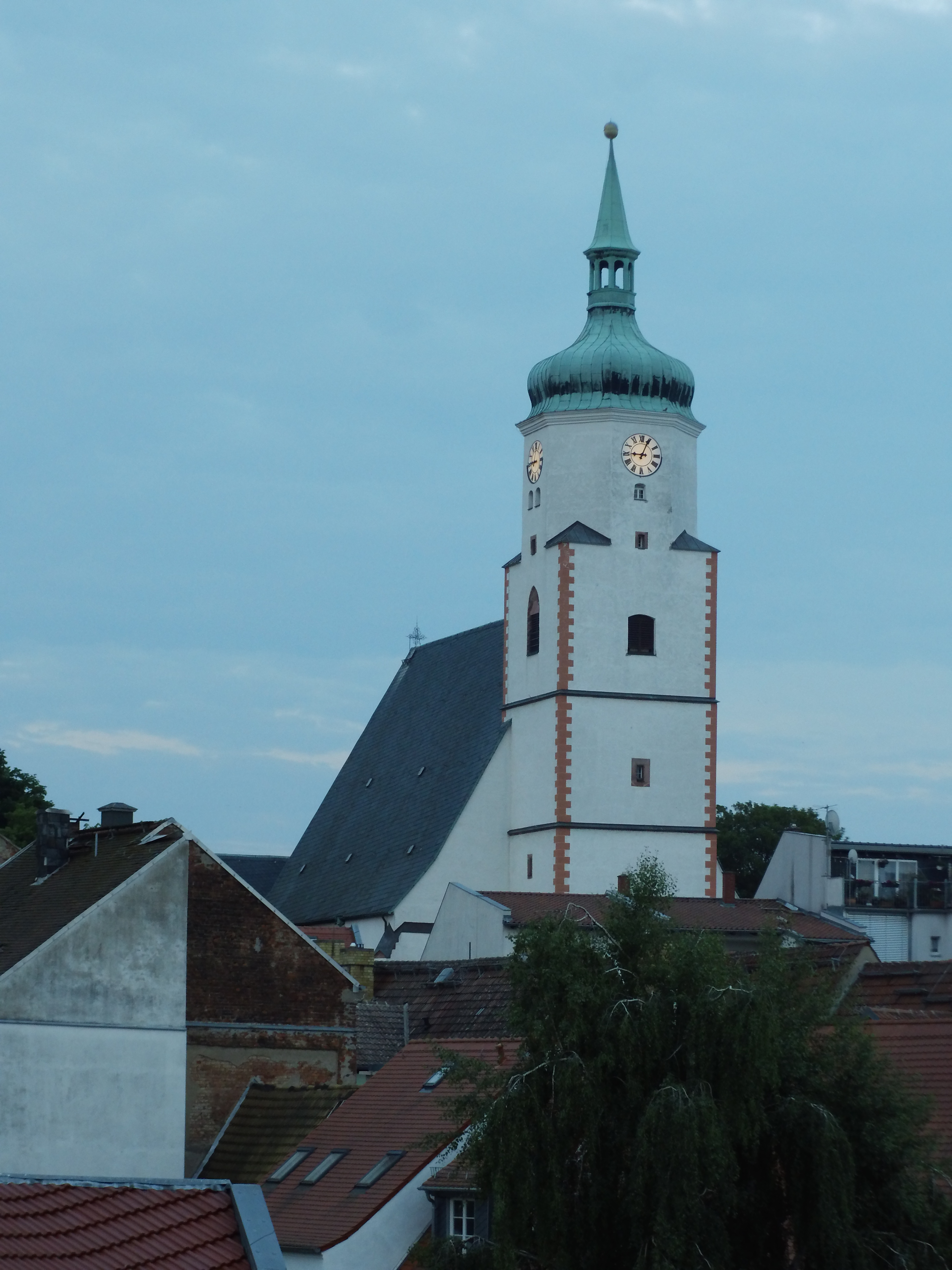
Stadtkirche St. Wenceslai

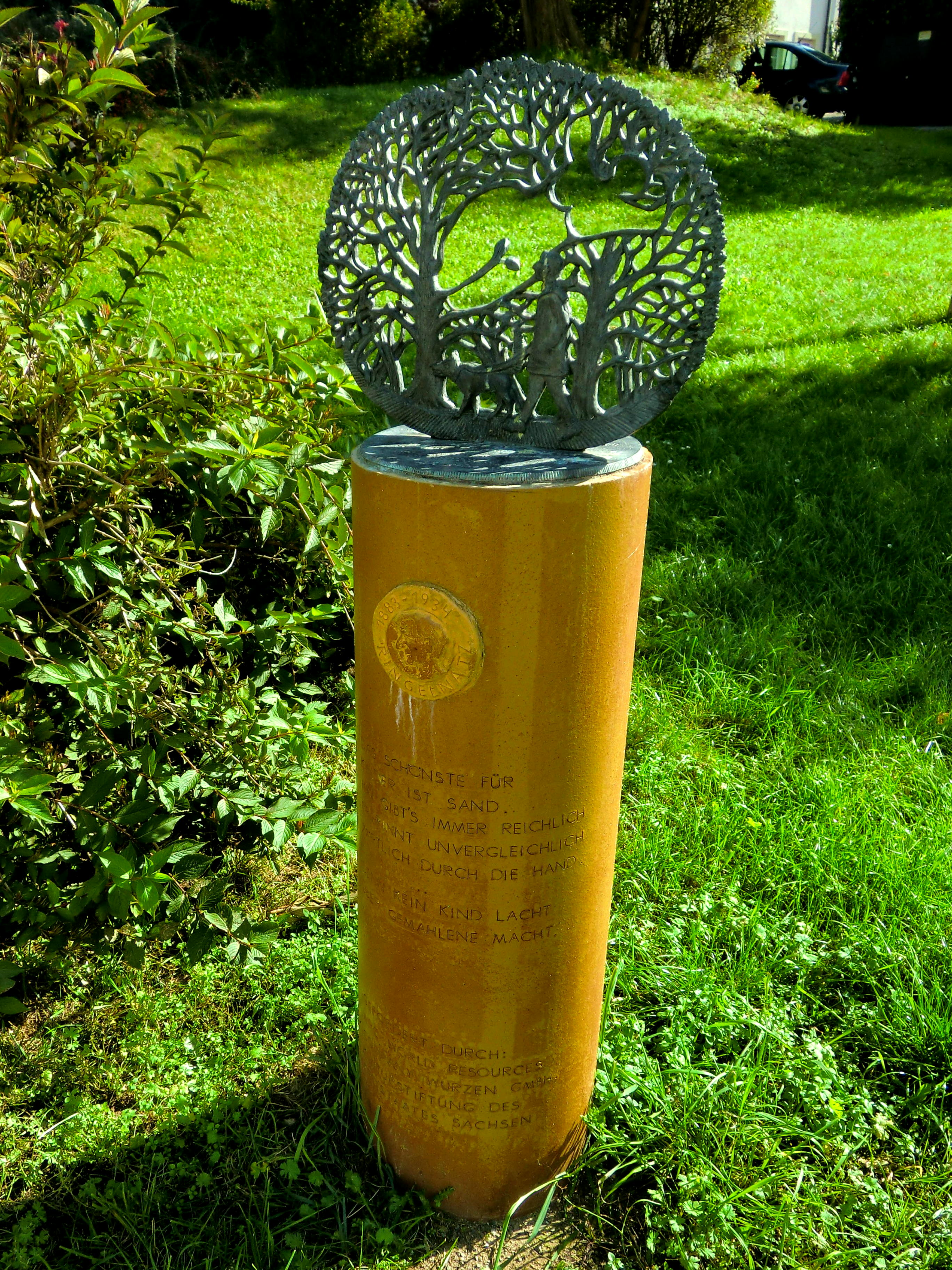
Ringelnatzstele von Eva Backofen

Der Sperlingsberg in Wurzen ist eine Anhöhe im Stadtgebiet. 
Auf dem Gipfel der Anhöhe befindet sich die Stadtkirche St. Wenceslai. Zur Zeit ihrer Entstehung lag die Kirche außerhalb von Wurzens Stadttoren. Außerdem befindet sich hier eine der Ringelnatzstelen Wurzens mit dem Titel: Der Wanderer; ein Denkmal für Joachim Ringelnatz von Eva Backofen aus dem Jahr 2013. Der „Jahrtausendstein“ im Badergraben am Fuße des Sperlingsberges wiederum erinnert an die Opfer von Kriegen und politischer Gewalt. Über diesen führt auch der Ringelnatzpfad.